# قلب متقلبت
«قلب متقلبت» (به انگلیسی: Your Cheatin' Heart)، آهنگی است که هنک ویلیامز، خواننده موسیقی کانتری در سال ۱۹۵۲ نوشت و ضبط کرد. این آهنگ به عنوان یکی از مشخص‌ترین آهنگ‌های موسیقی کانتری به‌شمار می‌آید. ویلیامز این آهنگ را برای آئودری شپرد، همسر پیشین خود سرود.
این آهنگ در ژانویه ۱۹۵۳ منتشر شد و ویلیامز در همان ماه در حادثه‌ای هنگام سفر برای اجرای یک کنسرت در کانتون، اوهایو درگذشت و این مسئله باعث موفقیت بالای این آهنگ شد و آن‌را برای شش هفتهٔ متوالی در بالای جدول پرفروش‌ترین آهنگ‌های کانتری قرار داد و بیشتر از یک میلیون نسخه از آن به فروش رفت. موفقیت این آهنگ ادامه یافت و بعدها خوانندگان بسیاری آن‌را بازخوانی کردند.

## متن ترانه
| برگردان فارسی: قلب متقلبت تو را به گریه خواهد انداخت، خواهی گریست و خواهی گریست و سعی می‌کنی که بخوابی. اما تمام شب را خوابت نمی‌برد، قلب متقلبت به تو خواهد گفت. هنگامی که اشک‌هایت همچون باران جاری‌ست، بی‌قرارانه نام مرا صدا خواهی زد. همچون من مدام در اتاق گام برمی‌داری، قلب متقلبت به تو خواهد گفت. قلب متقلبت روزی از فرط غم نحیف خواهد شد و عشقی را می‌طلبد که به دور انداختی. آن زمان خواهد رسید و تو غمگین خواهی بود، قلب متقلبت به تو خواهد گفت. | متن اصلی به زبان انگلیسی: Your cheatin' heart will make you weep, You'll cry and cry and try to sleep. But sleep won't come the whole night through, Your cheatin' heart will tell on you. When tears come down like fallin' rain. You'll toss around and call my name. You'll walk the floor the way I do, Your cheatin' heart will tell on you. Your cheatin' heart will pine some day And crave the love you threw away. The time will come when you'll be blue, Your cheatin' heart will tell on you. |